# Uladzimir Izotau
Uladzimir Izotau (1988) es un deportista bielorruso que compitió en natación adaptada. Ganó tres medallas en los Juegos Paralímpicos de Verano entre los años 2008 y 2016.

## Palmarés internacional
| Juegos Paralímpicos | Juegos Paralímpicos     | Juegos Paralímpicos | Juegos Paralímpicos |
| Año                 | Lugar                   | Medalla             | Prueba              |
| ------------------- | ----------------------- | ------------------- | ------------------- |
| 2008                | Pekín (China)           | Medalla de bronce   | 100 m braza SB13    |
| 2012                | Londres (Reino Unido)   | Medalla de plata    | 100 m braza SB12    |
| 2016                | Río de Janeiro (Brasil) | Medalla de oro      | 100 m braza SB12    |